# Alfonso IV. d’Este

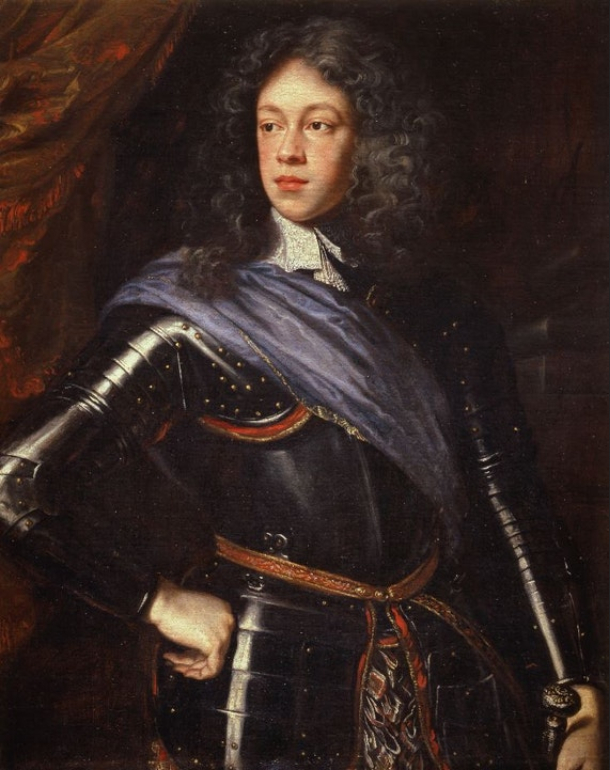
Alfonso IV. d’Este

Alfonso IV. d’Este (* 2. Februar 1634; † 16. Juli 1662) aus dem Hause Este war der älteste erwachsen gewordene Sohn des Herzogs Francesco I. d’Este von Modena und Reggio und wurde bei dessen Tod am 14. Oktober 1658 dessen Nachfolger.
Alfonso heiratete am 27. Mai 1655 Laura Martinozzi († 1687) (siehe auch Haus Mazarin-Mancini), mit der er drei Kinder hatte:
- Francesco d’Este (1657–1658),
- Maria Beatrice d’Este (1658–1718) ⚭ 1. Dezember 1673 Jakob II., König von England (1633–1701),
- Francesco II. d’Este (1660–1694), Herzog 1662, ⚭ 1692 Margherita Farnese (1664–1718), Tochter des Herzogs von Parma Ranuccio II. Farnese.